# Estela Sezefreda
Estela Sezefreda, född 1810, död 1874, var en brasiliansk skådespelare och ballerina. Hon betraktas vid sidan av João Caetano som en av den brasilianska teaterns första inhemska scenkonstnärer och pionjärer. Hon var verksam som skådespelare från 1833 till 1863. 